# Colligis-Crandelain

Colligis-Crandelain este o comună în departamentul Aisne din nordul Franței. În 1 ianuarie 2022 avea o populație de 212 de locuitori.